# Len Barry

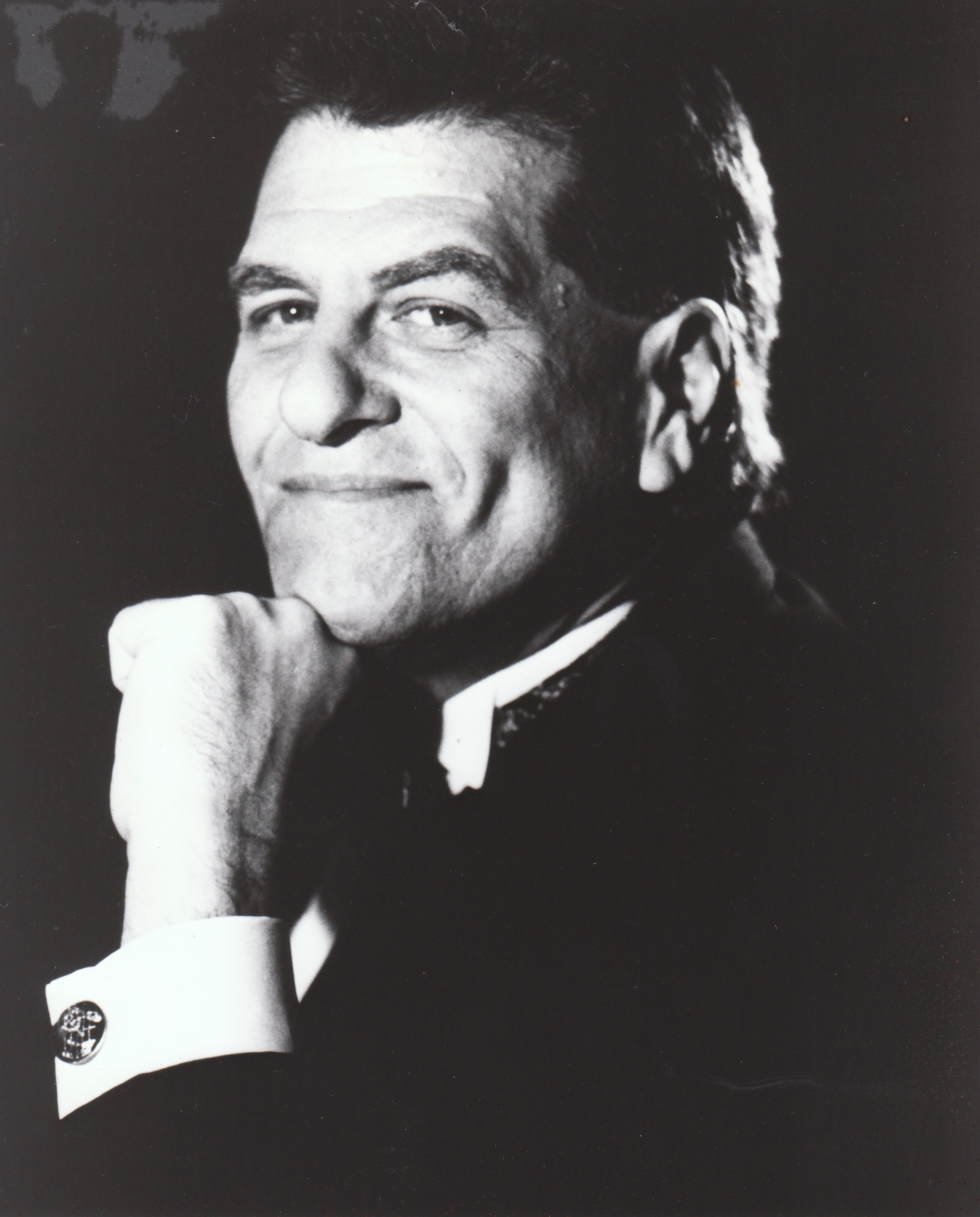
Len Barry (1990)

Len Barry (* 12. Juni 1942 als Leonard Warren Borisoff in Philadelphia, Pennsylvania; † 5. November 2020 ebenda) war ein US-amerikanischer Popsänger, Songwriter, Musikproduzent und Autor.

## Werdegang
Zu Beginn seiner Musikerkarriere sang Len Barry während seines Militärdienstes in einer Band der U.S. Coast Guard in Cape May, New Jersey. Nach der Entlassung aus dem Militärdienst ging er zurück in seine Heimatstadt Philadelphia, schloss sich der Popmusikgruppe The Dovells an und wurde deren Frontsänger. Mit den Dovells hatte er 1961 mit dem Titel Bristol Stomp einen Millionenseller. Ab 1964 begann Barry Soloplatten zu veröffentlichen, die ersten zwei erschienen beim Label Cameo. 1965 erhielt er bei Decca einen Zweijahresvertrag und konnte dort schon mit seiner ersten Single den ersten Soloerfolg seiner Karriere erreichen. Der Titel Lip Sync wurde vier Wochen lang in den Billboardcharts notiert, wenngleich er nur bis zum Platz 84 aufstieg. Mit dem Titel 1-2-3 auf seiner zweiten Decca-Single gelang Barry im Herbst 1965 der Durchbruch. 1-2-3 stieg in den Hot 100 bis zum zweiten Platz auf. Die Single verkaufte sich über eine Million Mal und wurde mit der Goldenen Schallplatte ausgezeichnet. 1-2-3 war auch international erfolgreich, in den britischen Charts (New Musical Express) wurde der Titel Spitzenreiter und in Deutschland kam Len Barry auf Platz 38. Auch die gleichnamige Langspielplatte, die von Decca herausgebracht wurde, kam mit Platz 90 in die Wertung der US-Top 200 LP-Charts. Bis Ende 1966 hatte er noch vier weitere Titel in den US Hot 100, die alle bei Decca erschienen. 1967 wechselte er zur Plattenfirma RCA Victor, blieb dort aber ohne Erfolg. Ab 1968 veröffentlichte Barry in schneller Folge Platten bei den Labels Amy, Scepter und Buddah. Seine letzte Single erschien im März 1973 bei Paramount.
Neben seiner Gesangskarriere betätigte sich Len Barry auch als Songwriter, wobei er vielfach mit anderen Kollegen zusammenarbeitete. Mit John Medora entstanden Barrys Erfolgstitel Lip Sync, 1-2-3 und Like a Baby sowie Chubby Checkers Hit Hey You Little Boo-Ga-Loo. Mit Bobby Eli entstanden mehrere Rhythm-and-Blues-Hits wie Give a Broken Heart a Break (Impact, 1976) oder Summer Snow (Blue Magic, 1976). Auf das Konto der beiden gehen auch die UK-Hits Zoom (Fat Larry’s Band, 1982) und Love Town (Booker Newberry III, 1983).
Len Barry war auch als Musikproduzent tätig und arbeitete 1969 intensiv mit der Studioband The Electric Indian zusammen. Unter seiner Leitung entstanden unter anderen die Titel Keem-O-Sabe und Land of 1000 Dances, die mit den Plätzen 16 und 95 die Billboard Hot 100 erreichten. Auch die von Barry produzierte Langspielplatte Keem-O-Sabe wurde mit Platz 46 in den R&B-LP-Charts erfolgreich.
Im Laufe der 1970er Jahre zog sich Len Barry zunehmend aus der Musikszene zurück. Als neues Metier entdeckte er das Schreiben und begann Romane, Drehbücher und Comics zu verfassen. Unter anderem schrieb er zusammen mit Spencer Barry den halb-autobiografischen Roman Black-Like-Me.

Millionenseller mit 1-2-3 auf Decca 31827

## US-Diskografie

### Alben
| Titel                              | Katalog-Nr.     | Veröffentlichung |
| ---------------------------------- | --------------- | ---------------- |
| Len Barry – Sings With the Dovells | Cameo 1082      | 1963             |
| 1-2-3                              | Decca 4720      | 1965             |
| My Kind Of Soul                    | RCA Victor 3823 | 1967             |
| Ups and Downs                      | Buddah 5105     | 1972             |

### Singles
| A/B-Seite                                                     | Katalog-Nr. | Veröffentlichung |
| ------------------------------------------------------------- | ----------- | ---------------- |
|                                                               | Cameo       |                  |
| Don’t Come Back / Jim Dandy                                   | 303         | Februar 1964     |
| Hearts Are Trump / Little White House                         | 318         | April 1964       |
|                                                               | Mercury     |                  |
| Let’s Do It Again / Happy Days                                | 72299       | Juli 1964        |
|                                                               | Decca       |                  |
| Lip Sync / At the Hop ’65                                     | 31788       | Mai 1965         |
| 1-2-3 / Bullseye                                              | 31827       | Juli 1965        |
| Like a Baby / Happiness                                       | 31889       | Dezember 1965    |
| Somewhere / It’s a Crying Shame                               | 31923       | März 1966        |
| It’s That Time of the Year / Happily Ever After               | 31969       | Mai 1966         |
| I Struck It Rich / Love Is                                    | 32011       | August 1966      |
| You Baby / Would I Love You?                                  | 32054       | Dezember 1966    |
|                                                               | Parkway     |                  |
| Hearts Are Trump / Little White House                         | 969         | Dezember 1965    |
|                                                               | RCA Victor  |                  |
| The Moving Finger Writes / Our Love                           | 9150        | März 1967        |
| All Those Memories / Rainy Side of the Street                 | 9250        | August 1967      |
| Come Rain Or Shine / The ABC’s of Love                        | 9348        | Oktober 1967     |
| Sweet and Funky / I Like the Way                              | 9464        | März 1968        |
|                                                               | Amy         |                  |
| 456 (Now I’m Alone) / Funky Night                             | 11026       | Juni 1968        |
| Christopher Columbus / You’re My Picasso Baby                 | 11037       | Oktober 1968     |
| A Child Is Born / Wouldn’t It Be Beautiful                    | 11047       | Dezember 1968    |
|                                                               | Scepter     |                  |
| Put Out the Fire / Spread It on Like Butter                   | 12251       | Mai 1969         |
| Keem-O-Sabe / This Old World                                  | 12263       | Oktober 1969     |
| Bob and Carol and Ted and Alice / In My Present State of Mind | 12284       | Juni 1970        |
|                                                               | Buddah      |                  |
| Diggin’ Life / Just the Two of Us                             | 284         | Februar 1972     |
|                                                               | Paramount   |                  |
| Heaven Plus Earth / I’m Marching to the Music                 | 0206        | März 1973        |

## Charts und Chartplatzierungen

### Alben
| Jahr | Titel | Höchstplatzierung, Gesamtwochen, AuszeichnungChartsChartplatzierungen (Jahr, Titel, Platzierungen, Wochen, Auszeichnungen, Anmerkungen) | Anmerkungen |
| Jahr | Titel | US | Anmerkungen |
| ---- | ----- | --- | ----------- |
| 1965 | 1-2-3 | US90 (13 Wo.)US |             |

### Singles
| Jahr | Titel Album                             | Höchstplatzierung, Gesamtwochen, AuszeichnungChartplatzierungen (Jahr, Titel, Album, Platzierungen, Wochen, Auszeichnungen, Anmerkungen) | Höchstplatzierung, Gesamtwochen, AuszeichnungChartplatzierungen (Jahr, Titel, Album, Platzierungen, Wochen, Auszeichnungen, Anmerkungen) | Höchstplatzierung, Gesamtwochen, AuszeichnungChartplatzierungen (Jahr, Titel, Album, Platzierungen, Wochen, Auszeichnungen, Anmerkungen) | Anmerkungen |
| Jahr | Titel Album                             | DE | UK | US | Anmerkungen |
| ---- | --------------------------------------- | --- | --- | --- | ----------- |
| 1965 | Lip Sync (To the Tongue Twisters) 1-2-3 | — | — | US84 (4 Wo.)US |             |
| 1965 | 1-2-3                                   | DE38 (4 Wo.)DE | UK4 (14 Wo.)UK | US2 (15 Wo.)US |             |
| 1966 | Like a Baby 1-2-3                       | — | UK10 (10 Wo.)UK | US27 (9 Wo.)US |             |
| 1966 | Somewhere –                             | — | — | US26 (8 Wo.)US |             |
| 1966 | It’s That Time of the Year –            | — | — | US91 (3 Wo.)US |             |
| 1966 | I Struck It Rich –                      | — | — | US98 (2 Wo.)US |             |